# جریر بن عبدالله بجلی
جَریر بن عبداللَّه بن جابر بَجَلی از اصحاب محمد و علی بن ابیطالب است که به «ابوعمرو» و نیز «ابوعبداللَّه» کنیه داشت. وی در ماه رمضان سال دهم هجری به حضور محمد بن عبدالله آمد و اسلام را پذیرفت و با او بیعت کرد. جریر مردی زیبا چهره و سفیدرو بود و محمد دربارهٔ او گفته است: «کأنّ علی وجهه مَسحةَ ملک؛ گویی فرشته بر چهره‌اش دست کشیده‌است.»
وی که از جانب عثمان بر همدان حاکم بود در ابتدای خلافت علی بن ابیطالب اطاعت و فرمان برداری خود را اعلام کرد و در مقر فرمانداریش همدان مردم را به اطاعت و بیعت از علی فرا خواند، و پس از جنگ جمل، علی او را عزل کرد و به کوفه فراخواند و نامه علی را برای معاویه به شام برد، اما عاقبت از علی و نیز از معاویه کناره گرفت و در جزیره و نواحی آن مقیم شد تا آن که در شرات به سال ۵۴ هجری به روزگار حکومت ضحاک بن قیس بر کوفه درگذشت. محققان و علماء شیعه او را متهم می‌دانند زیرا که علی را ترک کرد و از او حمایت ننمود. در برخی کتب جریر را از دوستداران عثمان و هوادار بنی امیه معرفی می‌کند و مسجد او در کوفه از جمله مساجد ملعونه است. نام او را در ردیف مغضوبین علی بن ابیطالب نام بردند و گفته شده در آخر عمر دیوانه شده بود.

## معرفی
جریر بن عبدالله بجلی که از صحابه محمد بن عبدالله به‌شمار می‌رود، کنیه وی ابوعمرو بود و در یمن به دنیا آمد. دربارهٔ نسب او در کتاب زندگی محمد بن عبدالله به نقل از ابن اسحاق آمده‌است:
دو قبیله خثعم و بجیلة نسبشان بأنمار می‌رسد، و جریر بن عبدالله بجلی که بزرگ قبیله بجیله است، این معنی را در شعر خویش بیان کرده و این جریر همان کسی است که درباره‌اش گفته‌اند:
لولا جریر هلکت بجیلة نعم الفتی و بئست القبیلة
و قبیله بجیله خود را به قبایل یمن ملحق ساختند و از این رو آنان را یمانی می‌خوانند. در مورد خصوصیات ظاهری او آمده‌است که وی دارای قد بلندی بود به صورتی که بر بالای کوهان شتر می‌نشست و مردی بود، زیبا و دارای کمالات که او را یوسف امت می‌گفتند.

## جریر بجلی در دوران پیامبر
وی از یاران محمد بود که در رمضان سال دهم به حضور محمد بن عبدالله آمد و دین اسلام را پذیرا شد. محمد بن عمر اسلمی از عبدالحمید بن جعفر، از پدرش نقل می‌کند که می‌گفته‌است، جریر بن عبدالله بجلی در سال دهم هجرت همراه یک صد و پنجاه نفر از قوم خود به مدینه آمد. پیش از آمدن او محمد بن عبدالله گفت، از این در بهترین شخص یمن پیش شما خواهد آمد که بر چهره‌اش نشان پادشاهی است و در آن موقع جریر در حالی که سوار بر شتر خود بود، همراه قوم خویش آمد و همگی مسلمان شدند و بیعت کردند. این گفته محمد بن عبدالله را ذوالرمه به صورت شعر درآورد و چنین گفت:
علی وجه منّ مسحه من ملاحة و تحت‌الثیاب الشین لو کان بادی
در همان سال به دستور محمد بن عبدالله به تباله رفت و بعد از کشتن بسیاری از آنان، بتکده معروف برخی از قبایل عرب که در آن جا واقع بود و به «ذوالخلصه» معروف بود، را خراب کرد. تباله منطقه‌ای بین مکه و مدینه است که در تعیین دقیق محل آن اختلاف است؛ اما قدر مسلم آن است که در جنوب جزیرةالعرب، میان جنوب عربستان سعودی و نواحی یمن شمالی واقع است. جریر بن عبدالله بجلی پیش فروة بن عمرو بیاضی منزل کرد و محمد بن عبدالله از او در مورد اخبار قوم خودش سؤال می‌کرد، و او می‌گفت خداوند متعال اسلام را آشکار ساخته و در مسجدهای ایشان اذان گفته می‌شود و قبایل بت‌هایی را که می‌پرستیده‌اند، شکسته و بتخانه‌ها را ویران کرده‌اند. در همین سال، که سال وفات محمد بن عبدالله بود، وی از طرف محمد مأموریت یافت تا به اسود برود و مردم این منطقه را به اسلام دعوت کند، وی نیز چنین کرد؛ اما مردم اسود اجابت نکرده و همچنان بر کفر خود باقی ماندند. همچنین در مورد یکی از مأموریتهای وی از سوی محمد بن عبدالله، در الطبقاتالکبری آمده‌است:
محمد بن عبدالله جریر بن عبدالله بجلی را پیش ذوالکلاع بن ناکور بن حبیب بن مالک بن حسان بن تبّع و پیش ذو عمرو فرستاد و آن دو را به اسلام دعوت فرمود که هر دو مسلمان شدند. ضریبة دختر ابرهة بن صباح که همسر ذوالکلاع بود نیز مسلمان شد و هنگامی که محمد بن عبدالله مرد، جریر بن عبدالله همچنان پیش آن دو بود و ذو عمر و خبر فوت محمد بن عبدالله را به او داد.

## جریر بجلی در دوران خلفاء
بعد از مرگ محمد بن عبدالله نیز در خدمت خلفا بود. در زمان خلافت ابوبکر، طبق دستور خلیفه، به کمک مسلمانان قبیله خود رفت و با مزاحمان آنها که برخی از مرتدان عرب بودند، به جنگ پرداخت و با پیروزی این جنگ را به پایان برد. بعد از آن به طرف قبیله خثعم رفت و با کسانی که ذی خلصه را یار کردند، نبرد نمود و طبق دستوری که خلیفه داده بود، انجام داد، البته کسی در مقابل او نایستاد به جزء عده کمی که همه را به هلاکت رساند.
در دوره خلافت عمر بن خطاب به سرپرستی قبیله بجلیه برگزیده شد و به عنوان رئیس آنان انجام وظیفه نمود، زیرا وی افراد این قبیله را که بین سایر قبایل پراکنده بودند، یک جا جمع نمود و لذا ریاست آنان را برعهده گرفت. او در جنگ‌هایی که در دوره عمر بن خطاب روی داد، حضور مستمر داشت و در برخی از این جنگ‌ها فرماندهی سپاه را بر عهده داشت. در ماه رمضان سال سیزدهم که عمر مردم را برای فتح عراق به این منطقه فرستاد تا از سپاه مثنی حمایت کنند، از جریر بجلی نیز درخواست کرد که با قبیله خود به کمک مثنی بود، و چون شمار مردم زیاد شد، عمر رایت فرماندهی را برای جریر بن عبدالله بجلی بست، جریر با مردم حرکت کرد و چون به ثعلبیه رسید مثنی با همراهان خود به او پیوست و بسوی حیره حرکت کردند و با فرماندهی جریر، عراق تسلیم مسلمانان شد. طبری در تاریخ خود در مورد این نبرد این‌طور می‌گوید:
جریر سوی پل رفت و در بجیله با مهران پسر باذان که از بزرگان پارسی بود رو به رو شد که پل را بریده بود و جنگی سخت میان آنها روی داد و منذر بن حسان بن ضرار ضبی به مهران حمله برد و ضربتی به او زد که از اسب بیفتاد و جریر بر او تاخت و سرش را ببرید، و دربارهٔ سلاح و جامه‌اش اختلاف کردند، آنگاه صلح کردند و جریر سلاح او را بر گرفت و حسان کمربند او را گرفت. جریر و حسان در این که کدام یک از این دو قاتل مهران بودند، نیز اختلاف داشتند. پایان این نبرد در سال چهاردهم بوده‌است.

### شرکت در حمله به امپراتوری ساسانی
جریر بجلی در حمله اعراب به ایران نیز حضوری پررنگ داشت. در فتح تستر او از طرف عمار مأموریت یافت تا به کمک سپاه ابوموسی رود. در حالی که وی مأمور فتح میمنه بود و بعد از فتح آن به ابوموسی پیوست.
از جمله فتوحات وی در زمان عمر، فتح بواریج انبار بود که به فرماندهی وی گشوده شد و مردم آن شهر در قبال ادای چهارصد هزار درهم و هزار عبای قطوانی در هر سال نسبت به نواحی خود با جریر صلح کردند. او در جنگ نهاوند در رکاب نعمان جنگید. بعد از فتح جلولاء، عمرو بن مالک وی را همراه با چهار هزار سوار در جلولاء باقی گذاشت تا پایگاهی باشد که از نفوذ ایرانیان به نواحی عراق جلوگیری کند.
لازم است ذکر شود که وی در جنگ قادسیه، از فرماندهان سپاه اسلام بود.
تاریخ‌نگارانی مانند احمدبن یحیی بلاذری و خلیفه بن خیاط و شمس‌الدین ذهبی در ذکر فتح منطقۀ جنوب کردستان شامل استان‌های کنونی دیاله در عراق و کرمانشاهان در ایران توسط سپاه اعراب مسلمان، از جریر بن عبدالله بجلی و هاشم بن عتبه به عنوان فرماندهان سپاه مسلمانان یاد کرده‌اند.

در زمان خلافت عثمان وی به کار خود ادامه داد و در این دوره در ادامه حمله اعراب به ایران به اروینیه رفت و آن جا را نیز فتح نمود. در سال بیست و سوم هجری، مغیرة بن شعبه که عامل کوفه بعد از عمار شده بود، جریر را به همدان فرستاد و این شهر نیز به دست وی فتح گردید. در این جنگ، تیری به چشم جریر برخورد کرد و او یکی از چشمانش را از دست داد. بعد از این حادثه او گفت: آن را پیشکش درگاه خدایم کردم که چهره‌ام را بدان آراست و چیزها را برایم بدان روشن ساخت، سپس آن را از من بازگرفت.
عثمان جریر را به عنوان والی همدان، بر این شهر گماشت. و وی تا آخر خلافت عثمان بر همین پست باقی بود.

## جریر بجلی در دوران علی بن ابیطالب
زمانی که علی بن ابیطالب به خلافت رسید نامه ای به جریر بن عبدالله بجلی نوشت و او را به بیعت با خود دعوت کرد. جریر پذیرفت و از مردم هم برای علی بیعت گرفت، ابتدا علی وی را بر پست خود که همان ولایت همدان بود باقی گذاشت. در سال سی و ششم هجری، علی به کوفه آمد و پس از اتمام جنگ جمل، با نامه علی وی از سمتش عزل شد و راهی کوفه شد. عزل او در ماه رجب همین سال اتفاق افتاد. قصیده‌ای از جریر نقل شده که این ماجرا را بیان می‌کند:
اتانا کتاب علیّ فلم نردّ الکتاب بارض العجم …
نامه علی برای ما آمد و ما آن نامه را در سرزمین عجم (می‌پذیریم) و رد نمی‌کنیم، و چون (آن نامه) به ما رسید از آنچه دران آمده سر نمی‌پیچیم و هرگز نکوهش سرزنش نمی‌کنیم.
او را از رجالیون معروف عصر علی بن ابیطالب معرفی می‌کنند در کتاب البدء و التاریخ در تقسیم بندی شیعه در دوران علی بن ابیطالب، نام جریر در کنار نام عمار یاسر، سلمان، مقداد، ابوذر غفاری و عبدالله بن عباس ذکر گردیده و جزء گروه ویژه و دوست‌داران علی معرفی گشته‌است. بعد از آن به عنوان نماینده علی بن ابیطالب با وجود مخالفت مالک اشتر، نزد معاویه رفت تا او را برای بیعت با علی بن ابیطالب وادارد. پس جریر به نزد معاویه رفت و او نشسته و مردم پیرامون وی بودند، آنگاه نامه علی را به او داد تا آن را خواند سپس جریر برخاست و گفت: ای مردم شام همانا کسی که کم او را سود ندهد، بسیار هم به او سودی نرساند، اندکی پیش در بصره جنگی بود که اگر دیگر بار چنان بلایی پیش آید اسلامی نماند، از خدا بترسید ای مردم شام و دربارهٔ علی و معاویه نیک بنگرید، پس صلاح خویش را ببینید و البته برای شما از خودتان دلسوزتر نیست. سپس خاموش شد و معاویه نیز خاموش ماند و سخن نراند، پس گفت: ای جریر اندکی مرا مجال ده.
معاویه مدتها جریر را در شام نگه داشت و پاسخ را به امروز و فردا موکول نمود تا این که عمرو عاص آمد و با وی مشورت کرد و سرانجام جریر بن عبدالله بجلی بدون کاری شام را ترک کرد. این مأموریت بی‌نتیجه ماند و به مشاجره لفظی با مالک اشتر منجر شد. از این رو جریر از علی بن ابیطالب کناره گرفت و از کوفه خارج شد و به شهر قرقیسا، از شهرهای مرزی شام بر ساحل فرات، پناه برد و در آنجا اقامت گزید. هر چند جریر در جنگ صفین از هیچ‌یک از طرفین حمایت نکرد، احتمالاً گرایش او به علی بن ابیطالب در روی آوردن بجلیان به تشیع بی تأثیر نبوده‌است. او عموی مادر عبدالله بن حسن الحسن از سادات علوی است که از این طریق با اهل بیت نسبت پیدا کرده‌است. با این حال محققان و علماء شیعه او را متهم می‌دانند زیرا که علی را ترک کرد و از او حمایت ننمود. در برخی کتب جریر را از دوستداران عثمان و هوادار بنی امیه معرفی می‌کند و مسجد او در کوفه از جمله مساجد ملعونه است. نام او را در ردیف مغضوبین علی بن ابیطالب نام بردند و گفته شده در آخر عمر دیوانه شده بود.

## سرانجام
در نهایت وی در سال ۵۱ یا ۵۴ در قرقیساء در گذشت.